# Liste der Bodendenkmale in Obhausen
In der Liste der Bodendenkmale in Obhausen sind alle Bodendenkmale der Gemeinde Obhausen und ihrer Ortsteile aufgelistet. Grundlage ist die Veröffentlichung der Landesdenkmalliste mit Stand vom 25. Februar 2016.  Die Baudenkmale sind in der Liste der Kulturdenkmale in Obhausen aufgeführt.
| Denkmal-ID | Fundart             | Ortsteil      | Bezeichnung                  | Zeitstellung | Lage                                                                                   | Bemerkungen | Bild |
| ---------- | ------------------- | ------------- | ---------------------------- | ------------ | -------------------------------------------------------------------------------------- | --- | ---- |
| 428300298  | Befestigung > Burg  | Kuckenburg    | Spornburg „Kranzberg“        | Mittelalter  | nordöstlich über dem Ort (Lage)                                                        | keine markanten Geländestrukturen erkennbar, im Acker leichte Anhöhe wahrnehmbar, im Spornbereich Ebene mit leichter Muldenform                            |      |
| 428300278  | besonderer Stein    | Altweidenbach | Meilenstein                  | Neuzeit      | 110 m östlich des östlichen Ortseinganges vom Ortsteil Altweidenbach                   | Meilenstein/Säule – preußische Ganzmeilensäule |      |
| 428300867  | Grabmal > Grabhügel | Obhausen      | Grabhügel                    | undatiert    | nordöstlich des Ortes rechts der Bahn nach Oberröblingen ()                            | kein Grabhügel im Umkreis von 300 m obertägig lokalisierbar, siehe auch Spornburg ‚Kranzberg‘ (428300298)                                                  |      |
| 428300303  | Grabmal > Grabhügel | Obhausen      | Hügel „Warte am Ochsenhügel“ | undatiert    | 2,5 km östlich vom Ort (Lage)                                                          | Grabhügel oder mittelalterliche Motte, der ‚Wartenhügel‘ als höchste Erhebung im Acker ist gut erkennbar, jedoch ohne signifikante Merkmale eines Denkmals |      |
| 428300869  | besonderer Stein    | Obhausen      | Bauernstein                  | undatiert    | im Ort, 50 m nördlich der Kirche St. Johann, unter einer großen Eiche (Lage)           | Einzelstein, zylindrisch, Durchmesser ≈ 0,75 m – Sandstein                                                                                                 |      |
| ?          | besonderer Stein    | Obhausen      | Bauernstein                  | undatiert    | im Ort, Neben Hallersche Str. 1, Einmündung Waidawinkel, Nähe der Nicolaikirche (Lage) | |      |
| 428300318  | Grabmal             | Esperstedt    | Steinkistengrab              | Neolithikum  | Flurbezeichnung: Hohestrasse ()                                                        | |      |
| 428300704  | besonderer Stein    | Esperstedt    | Meilenstein                  | Neuzeit      | Flur „Hohestraße“, nahe der Autobahnbrücke über die A38 ()                             | |      |